# Menestreau
Menestreau est une commune française située dans le département de la Nièvre, en région Bourgogne-Franche-Comté.

## Géographie

### Climat
Pour des articles plus généraux, voir Climat de la Bourgogne-Franche-Comté et Climat de la Nièvre.
En 2010, le climat de la commune est de type climat océanique dégradé des plaines du Centre et du Nord, selon une étude du Centre national de la recherche scientifique s'appuyant sur une série de données couvrant la période 1971-2000. En 2020, Météo-France publie une typologie des climats de la France métropolitaine dans laquelle la commune est exposée à un climat océanique altéré et est dans la région climatique  Centre et contreforts nord du Massif Central, caractérisée par un air sec en été et un bon ensoleillement. 
Pour la période 1971-2000, la température annuelle moyenne est de 10,7 °C, avec une amplitude thermique annuelle de 15,6 °C. Le cumul annuel moyen de précipitations est de 854 mm, avec 12,3 jours de précipitations en janvier et 7,9 jours en juillet. Pour la période 1991-2020, la température moyenne annuelle observée sur la station météorologique de Météo-France la plus proche, « Clamecy », sur la commune de Clamecy à 20 km à vol d'oiseau, est de 11,5 °C et le cumul annuel moyen de précipitations est de 707,4 mm. 
La température maximale relevée sur cette station est de 40,7 °C, atteinte le 25 juillet 2019 ; la température minimale est de −14 °C, atteinte le 9 février 2012,,. 
Les paramètres climatiques de la commune ont été estimés pour le milieu du siècle (2041-2070) selon différents scénarios d'émission de gaz à effet de serre à partir des nouvelles projections climatiques de référence DRIAS-2020. Ils sont consultables sur un site dédié publié par Météo-France en novembre 2022.

## Urbanisme

### Typologie
Au 1er janvier 2024, Menestreau est catégorisée commune rurale à habitat très dispersé, selon la nouvelle grille communale de densité à sept niveaux définie par l'Insee en 2022.
Elle est située hors unité urbaine et hors attraction des villes,.

### Occupation des sols
L'occupation des sols de la commune, telle qu'elle ressort de la base de données européenne d’occupation biophysique des sols Corine Land Cover (CLC), est marquée par l'importance des territoires agricoles (52,7 % en 2018), une proportion sensiblement équivalente à celle de 1990 (52,4 %). La répartition détaillée en 2018 est la suivante : forêts (47,3 %), terres arables (35,8 %), prairies (14,6 %), zones agricoles hétérogènes (2,2 %). L'évolution de l’occupation des sols de la commune et de ses infrastructures peut être observée sur les différentes représentations cartographiques du territoire : la carte de Cassini (XVIIIe siècle), la carte d'état-major (1820-1866) et les cartes ou photos aériennes de l'IGN pour la période actuelle (1950 à aujourd'hui).

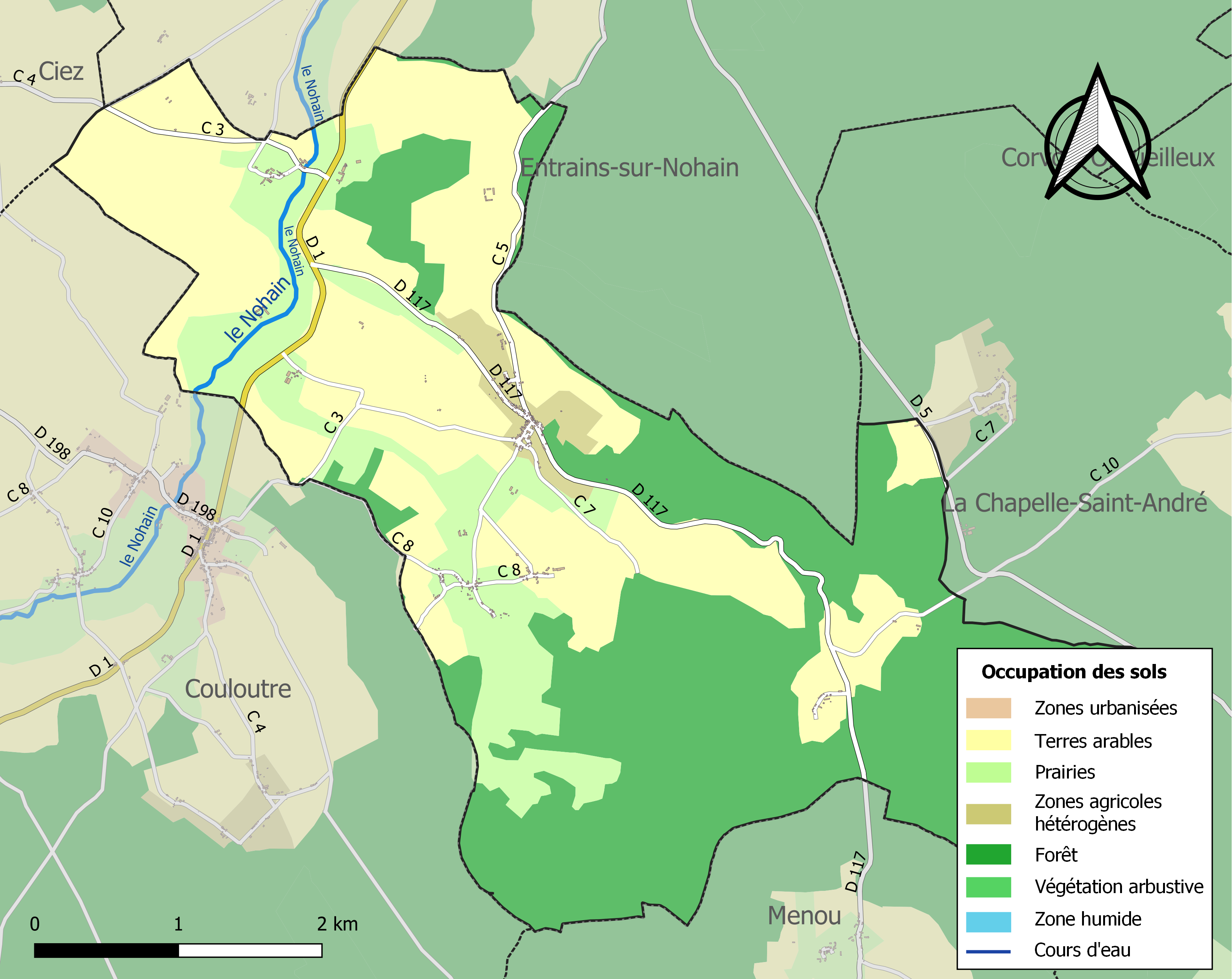
Carte des infrastructures et de l'occupation des sols de la commune en 2018 (CLC).

## Histoire
Le nom de la commune a pour origine Monesterellum (1174), diminutif de monastère.

### Seigneurs
- 1642 : Jeanne Després, dame de Ménestreau[13],[14].
- fin XVIIe siècle : Armand-François de Menou.

## Politique et administration
| Période                                  | Période   | Identité               | Étiquette | Qualité              |
| ---------------------------------------- | --------- | ---------------------- | --------- | -------------------- |
| vers 1970                                | mars 2001 | Pierre Forest          |           | Instituteur retraité |
| mars 2001                                | en cours  | Jean-Claude Gillonnier |           | Exploitant agricole  |
| Les données manquantes sont à compléter. |           |                        |           |                      |

## Démographie
L'évolution du nombre d'habitants est connue à travers les recensements de la population effectués dans la commune depuis 1793. Pour les communes de moins de 10 000 habitants, une enquête de recensement portant sur toute la population est réalisée tous les cinq ans, les populations de référence des années intermédiaires étant quant à elles estimées par interpolation ou extrapolation. Pour la commune, le premier recensement exhaustif entrant dans le cadre du nouveau dispositif a été réalisé en 2006.

En 2022, la commune comptait 96 habitants, en évolution de −15,79 % par rapport à 2016 (Nièvre : −3,28 %, France hors Mayotte : +2,11 %).
| 1793 | 1800 | 1806 | 1821 | 1831 | 1836 | 1841 | 1846 | 1851 |
| ---- | ---- | ---- | ---- | ---- | ---- | ---- | ---- | ---- |
| 395  | 513  | 508  | 551  | 580  | 563  | 561  | 570  | 605  |

| 1856 | 1861 | 1866 | 1872 | 1876 | 1881 | 1886 | 1891 | 1896 |
| ---- | ---- | ---- | ---- | ---- | ---- | ---- | ---- | ---- |
| 615  | 656  | 702  | 661  | 647  | 630  | 610  | 659  | 676  |

| 1901 | 1906 | 1911 | 1921 | 1926 | 1931 | 1936 | 1946 | 1954 |
| ---- | ---- | ---- | ---- | ---- | ---- | ---- | ---- | ---- |
| 548  | 505  | 459  | 375  | 365  | 325  | 312  | 297  | 249  |

| 1962 | 1968 | 1975 | 1982 | 1990 | 1999 | 2006 | 2011 | 2016 |
| ---- | ---- | ---- | ---- | ---- | ---- | ---- | ---- | ---- |
| 190  | 162  | 144  | 105  | 112  | 118  | 132  | 124  | 114  |

| 2021 | 2022 | - | - | - | - | - | - | - |
| ---- | ---- | - | - | - | - | - | - | - |
| 100  | 96   | - | - | - | - | - | - | - |

## Économie
- Chênes
- Blé, orge
- Bovins.
- Ovins.

## Lieux et monuments
- Sanctuaire gallo-romain de type rural, abandonné au IVe siècle. Il se composait d'un grand temple à galerie, circonscrit par un péribole. Des bâtiments annexes et un puits complétaient l'ensemble. Deux dédicaces au dieu local Griovantis y ont été trouvées[19] (site enfoui).
- Château de Villiers du XIIe siècle[20], remanié au XIXe siècle et entouré du Nohain, ancien fief important.
- Église Saint-Pierre du XIXe siècle
- Manoir des Grands Bois de la fin du XIXe siècle.
- Chapelle du château de Villiers.
- Coteaux boisés.
- Bois des Affouages de Menestreau, des Coupis de Roche, de la Croix Bontemps.
- Rives du Nohain.
- Route touristique RD 117.
- Lavoir de Menestreau.
- Lavoir de Villiers de la fin du XIXe siècle.
- Moulin de Nérondes.

## Personnalités liées à la commune
- Armand-François de Menou, seigneur de Ménestreau dans la seconde moitié du XVIIe siècle.
- Nicole Chollet (1914-2003), actrice[21].
- Patte Albert  (1922-2010)[réf. nécessaire]
- Deheurles Pierrette (1921-2014) épouse du précédent.
- Belli Jackie (1950-2019)